# 스팅 (비디오 게임)
《스팅》(Sting)은 YNK 코리아에서 개발하는 온라인 일인칭 슈팅 게임으로, 북핵 문제를 둘러싼 동북아 문제를 다루고 있다. 현재는 서비스가 종료되었다.

## 배경 이야기
일본의 우익 세력이 독도를 침탈하고 한국과 일본의 분쟁은 심화된다. 그와 동시에 북한 군부에 쿠데타의 징후가 포착되고 김정일 국방위원장의 행방이 묘연해진다. 한국 정부는 제2의 한국 전쟁을 방지하기 위해 북한에 특수 부대를 파견한다. 그들의 목적은 북한의 핵 플루토늄의 위치를 밝히고 그 반출을 막는 것으로, 작전명은 ‘스팅’이다.

## 게임 방식
플레이어는 육자 회담에 참가하는 한국, 일본, 미국, 중국, 러시아, 북한 중 한 국가의 특수 부대를 선택하게 된다. 선택한 부대에 따라 무기와 주어지는 미션이 다르나, 시나리오의 큰 줄기는 한반도의 핵 반출을 막는 것이다. 플레이어는 가장 먼저 김정일 국방위원장의 위치를 밝히는 미션을 받게 되며, 관련 미션을 수행해야 클랜을 창설할 수 있을 정도로 시나리오와 게임 진행은 밀접한 관계를 맺고 있다.
또한 게임 엔진으로 소스 엔진을 사용해 카운터 스트라이크: 소스와 비슷한 타격감과 사실적인 물리 시뮬레이션을 가미한 게임플레이를 선보인다.

## 소재 논란
2007년 1월 10일 《스팅》의 제작발표회 이후 그 소재에 대한 논란이 끊이지 않았다. 한국에서 발행되는 게임물에 대한 심의를 맡는 게임물관리위원회는 이에 대해 "게임위가 소재에 관해 과거보다 유연하지만, 다른 법에 의해 규제되는 내용이라면 심의를 내주기가 곤란할 수도 있다"고 밝혔다.
YNK 코리아의 윤영석 대표는 《스팅》의 시나리오가 한반도의 전쟁을 막는다는 내용이고, 한반도의 핵 위험에 대한 경고의 메시지를 담고 있다고 말하며, 영화는 되는데 게임은 안 된다는 것은 인식의 문제라고 말했다.

## 기술
《스팅》은 밸브 코퍼레이션에서 개발한 소스 엔진을 사용하여 개발되고 있다.

## 같이 보기
- 대중문화 속에 묘사된 북한

## 참조
1. 1 2  스팅, 북한 군부 쿠데타가 소재 보관됨 2007-09-28 - 웨이백 머신 - 디스이즈게임
2. 1 2 3 4  YNK코리아 윤영석 대표 "북한문제, 왜 영화는 되고 게임은 안되나!" - 게임메카
3. ↑  소스엔진 국산 FPS '스팅' 테스트 영상 보관됨 2007-09-28 - 웨이백 머신 - 디스이즈게임
4. ↑  “YNK코리아, 신작 2종 스샷 전격공개”. 2007년 9월 28일에 원본 문서에서 보존된 문서. 2007년 7월 30일에 확인함.